# Pietro Niccolò Mozzi
Pietro Niccolò Mozzi (fl. XVI secolo) è stato un giurista italiano della seconda metà del XVI secolo.

Tractatus de contractibus, 1584 (Milano, Fondazione Mansutti).

È noto per essere l'autore del Tractatus de contractibus, in cui descrive il diritto civile in dodici trattati, divisi in base al tipo di contratto, compreso il matrimonio. Il volume ebbe molta diffusione, come testimoniato dalle ristampe di Colonia (1597, 1614, 1633) e Roma (1590). Lo stesso autore ha pubblicato anche il Tractatus de feudis.